# Bitwa pod Niemenczynem
Bitwa pod Niemenczynem – bitwa stoczona 27 kwietnia 1794 roku podczas insurekcji kościuszkowskiej, pomiędzy oddziałem litewskim podpułkownika Stefana Grabowskiego, a oddziałami rosyjskimi dowodzonymi przez pułkownika Kirejewa w okolicach Niemenczyna (21 km na północny wschód od Wilna), zakończona zwycięstwem wojsk litewskich.

## Bitwa
Po oswobodzeniu Wilna komendant miasta pułkownik Jakub Jasiński dowiedział się, że pod Niemenczynem stoi niewielki oddział rosyjski pułkownika Kirejewa, liczący 450 żołnierzy. Składał się on z niedobitków rosyjskiego garnizonu Wilna. Jasiński postanowił wysłać 26 kwietnia przeciwko Rosjanom podpułkownika Grabowskiego.
W tym czasie nocą z 26 na 27 kwietnia Kirejew połączył się z liczącym 1000 żołnierzy oddziałem Fiodora Lewiza, który cofał się z Wilna prawym brzegiem Wilii. Nieświadomy tego Grabowski, który miał ze sobą jedynie 360 żołnierzy i 2 działa, wyruszył o świcie 27 kwietnia z Niemenczyna i zaatakował czterokrotnie silniejsze wojska rosyjskie. 
Podczas niezwykle zaciętej bitwy doszło do walki na bagnety. Ponieważ przewaga liczebna Rosjan była zbyt duża, Grabowski cofnął się z powrotem do Niemenczyna, gdzie wkrótce nadszedł z posiłkami liczącymi 150 żołnierzy major Ignacy Eydziatowicz.
Walki nie zostały wznowione, gdyż ranny Kirejew jeszcze przed przybyciem Eydziatowicza rozpoczął odwrót wzdłuż Wilii w kierunku Michaliszek.
W bitwie wojska litewskie straciły 134 żołnierzy i 2 działa, natomiast Rosjanie - 280 żołnierzy.